# Seynod
Seynod korábbi község (település) Franciaországban, Haute-Savoie megyében. 2017. január 1-jén további négy községgel együtt Annecyhez csatolták és az így létrejött Annecy új község része lett.
Lakosainak száma 21 595 fő (2018. január 1.). Seynod Chapeiry, Chavanod, Cran-Gevrier, Montagny-les-Lanches, Quintal, Sevrier és Viuz-la-Chiésaz községekkel határos.

## Népesség
A település népessége az elmúlt években az alábbi módon változott:
| Lakosok száma | 19 624 | 20 166 | 21 213 | 21 595 |
|               | 2013   | 2015   | 2017   | 2018   |